# Wenn die Liebe auf den Hund kommt
Wenn die Liebe auf den Hund kommt ist ein knapp einstündiges, österreich-ungarisch-deutsches Stummfilmlustspiel aus dem Jahre 1917 von Richard Löwenbein.

## Handlung
Der aus der Provinz stammende Arzt Dr. James Hildon wird während seines Urlaubs im Gebirge eines Tages zu einem Notfall gerufen, bei dem sich ein Tourist einen Zeh verstaucht hat. Als er ankommt, ist bereits seine Kollegin Dr. Mabel Olsen zugange und verarztet den Unglücksvogel. Hildon ist entzückt von der jungen Kollegin und entwickelt bald ein Faible für das Fräulein Mabel, hat aber kein Glück bei ihr und blitzt trotz mehrerer Versuche ab. Als sich die junge Kollegin schließlich doch noch ein wenig zugänglicher erweist, hat Hildon erneutes Pech, denn das gleichfalls hier urlaubende Fräulein Olsen ist bereits abgereist. Deprimiert reist auch Hildon ins heimatliche Kuttelfleck an der Kuttel zurück und besucht als erstes seinen alten Freund Jim Childworth, den Apotheker des Ortes. Der hat eigene Sorgen: Seine Frau hat ihn wutentbrannt vorübergehend verlassen, da es wegen des Familienhundes zum Streit gekommen war. Der Köter, ein Flaschenkind Jims, war der hauseigenen Wäscherin in den Rock gesprungen, woraufhin die Frau gekündigt hatte. Daraufhin ließ nun auch Mrs. Childworth alles stehen und liegen und reiste vorzeitig nach Roadstown ab, ganz ohne Gatten.
Hildon rät dem Freund, den Hund schnellstmöglich loszuwerden. Derweil trifft Mrs. Childworth auf einer Zwischenstation ihre alte Freundin Mabel Olsen wieder. Hildon reist für den Apotheker dessen Gattin nach und trifft auf dem Bahnhof auch seine Herzdame Mabel wieder, die er natürlich augenblicklich wiedererkennt. Ehe er sie erneut ansprechen kann, ist die junge Kollegin schon wieder in ihre Unterkunft entschwunden. Am nächsten Morgen will Hildon nun endlich Mabel seine Aufwartung machen, da muss er erfahren, dass selbige bereits nach Calswill abgereist sei. Hildon fällt ein, dass er ja eigentlich Childworth zugesagt habe, den Hund loszuwerden, und gibt daher seinem Diener daheim den Auftrag, den armen Vierbeiner mit Strychnin zu vergiften. Dem Apotheker kabelt Hildon währenddessen, dass der Auftrag „erledigt“ sei. Der Hund aber büxt aus, und der Diener denkt sich: Hauptsache, der Hund ist weg! Bei einem Gespräch mit dem Polizisten Hannibal zeigt der Diener auch das Telegramm mit dem Auftrag zum Giftmord, sodass der Polizist annehmen muss, der Arzt habe seinem Apothekerfreund einen Mordauftrag gegen einen Menschen gegeben.
Childworth gerät nun in den Verdacht, seine im Streit abgereiste Ehefrau ermordet zu haben. Childworth verneint dies bei seiner Befragung durch die Polizei vehement und sagt dem Beamten, dass sich die Gattin derzeit in Roadstown befindet. Die dortigen Kollegen sagen aber, dass eine Frau dieses Namens hier nicht abgestiegen sei. Nun liegt die Vermutung nahe, dass Childworth Hildon nach Roadstown entsandt habe, um die Gattin seines Freundes umzubringen. Childworth beteuert, dass sich die Vergiftungsaktion lediglich auf seinen Hund bezogen habe, doch diese Behauptung platzt in denjenigen Moment, als der Hund freudig bellend zu Herrchen zurückkehrt. Der Apotheker wird verhaftet, und Hildons Diener gibt mächtig damit an, dass dank seines beherzten Eingreifens ein sechsfacher Frauenmörder dingfest gemacht worden sei. Derweil hat sich Mrs. Childworth wieder beruhigt und meint, dass sie doch lieber wieder zu ihrem Gatten zurückfahren will. Nun kann sie aber die Zugfahrkarte nicht bezahlen, da sie ihre Geldbörse nicht mehr wiederfindet. Um ihren Mann telefonisch um Hilfe zu bitten, ruft sie daheim an, muss nun aber erfahren, dass der Apotheker wegen sechsfachen Gattenmordes verhaftet worden sei. 
In Kuttelfleck kommt es zur Gerichtsverhandlung, bei der sich auch Dr. Hildon als mutmaßlicher Giftmörder verantworten muss. Der bestätigt verzweifelt die Hundesgeschichte Childworths, doch auch ihm glaubt man nicht. Erst als Hannibal in den Gerichtssaal hineingestürmt kommt und berichtet, die „Ermordete“ sei soeben eingetroffen, löst sich der ganze „Fall“ in Wohlgefallen aus. Es kommt zur großen Versöhnung zwischen Apotheker und Apothekergattin. Auch Hildon und seine Mabel finden endlich zueinander.

## Produktionsnotizen
Wenn die Liebe auf den Hund kommt entstand im Spätfrühling/Frühsommer 1917 und wurde am 24. August 1917 in Wien uraufgeführt, die deutsche Premiere war im Jahr darauf. Der Dreiakter besaß eine unterschiedliche Länge von bis zu 1189 Metern.

## Kritiken
In Wiens Neue Kino-Rundschau heißt es: „In der unterhaltenden Handlung dieses Lustspieles, das sich durch eine ganz prächtige Inszenierung auszeichnet und außerdem auch noch außerordentlich gute, karikierte Typen bringt, ergötzen uns lauter bekannte und beliebte Wiener Schauspieler.“
Paimann’s Filmlisten resümierte: „Spiel, Photos und Szenerie sehr gut. Störend wirken bei einem heimischen Fabrikat die Anwendung von englischen Eigen- und Ortschaftsnamen.“